# Reckingen (Goms)
Reckingen (toponimo tedesco) è una frazione di 405 abitanti del comune svizzero di Goms, nel Canton Vallese (distretto di Goms).

## Storia

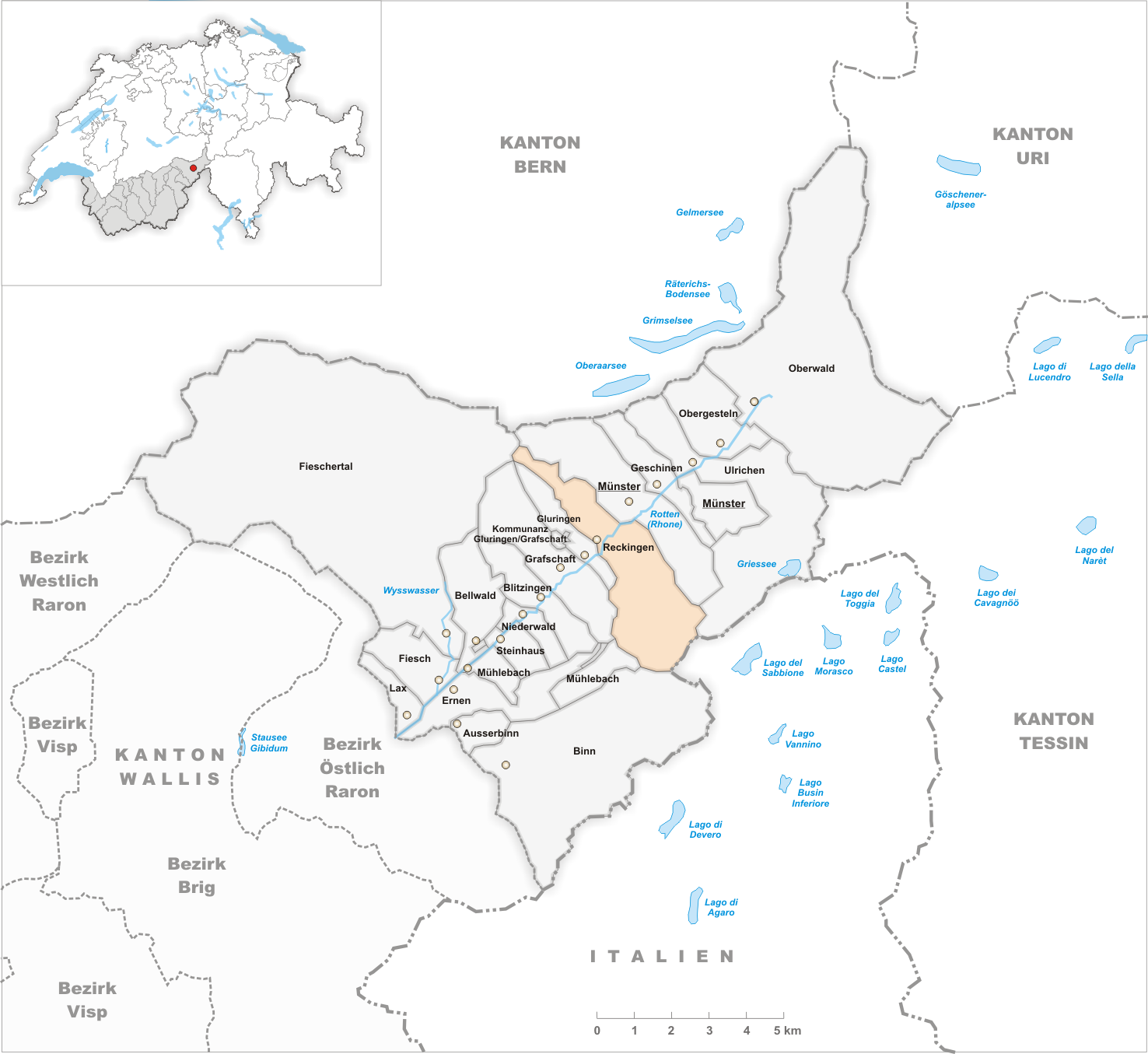
Il territorio del comune di Reckingen prima degli accorpamenti comunali del 2004

Già comune autonomo che si estendeva per 33,8 km², nel 2004 è stato accorpato all'altro comune soppresso di Gluringen per formare il nuovo comune di Reckingen-Gluringen, il quale a sua volta nel 2017 è stato accorpato agli altri comuni soppressi di Blitzingen, Grafschaft, Münster-Geschinen e Niederwald per formare il nuovo comune di Goms.

## Monumenti e luoghi d'interesse

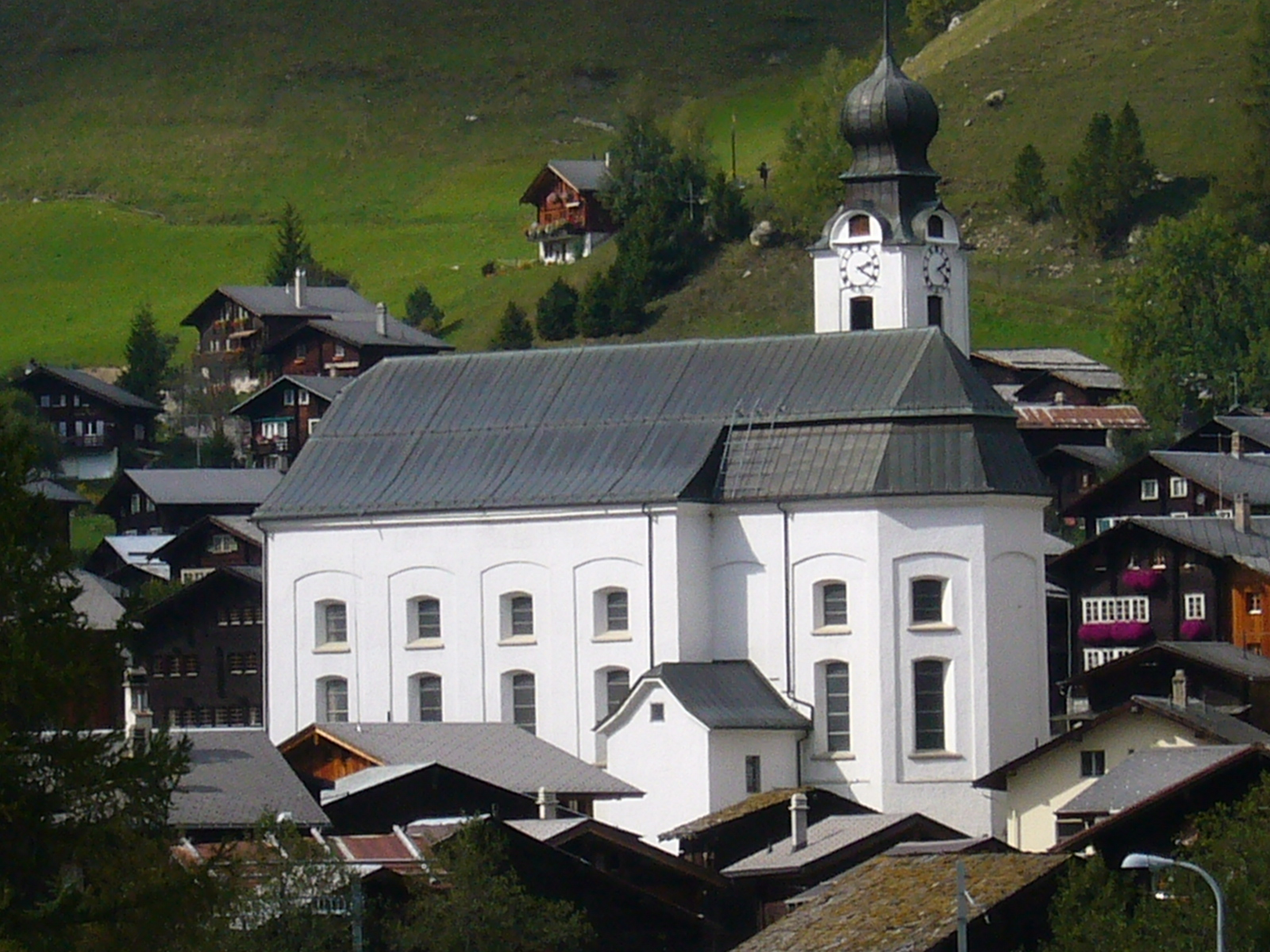
La chiesa della Natività di Maria

- Chiesa parrocchiale cattolica della Natività di Maria, eretta nel 1743-1745[1].

## Società

### Evoluzione demografica
L'evoluzione demografica è riportata nella seguente tabella:
Abitanti censiti

## Infrastrutture e trasporti

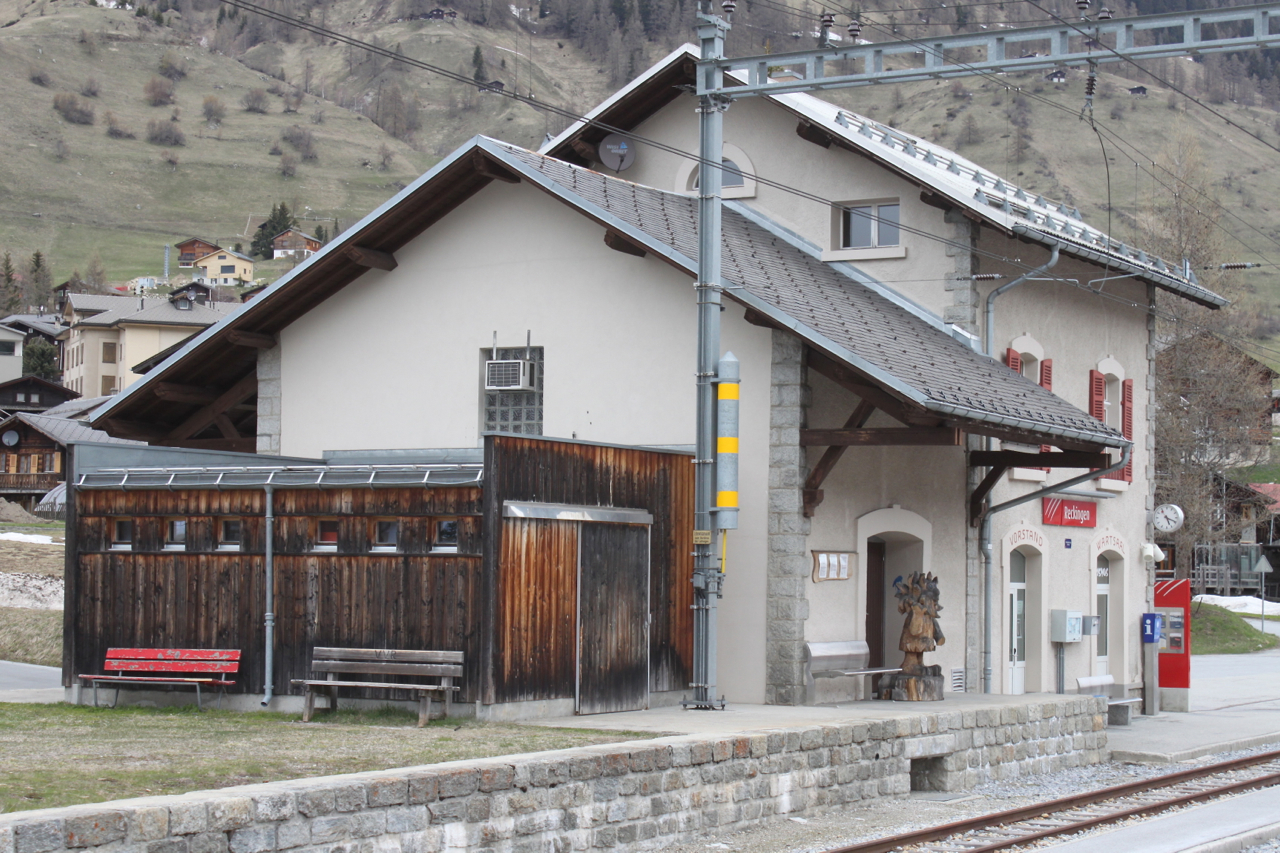
La stazione di Reckingen

Geschinen è servito dall'omonima stazione, sulla ferrovia del Furka-Oberalp.

## Amministrazione
Ogni famiglia originaria del luogo fa parte del cosiddetto comune patriziale e ha la responsabilità della manutenzione di ogni bene ricadente all'interno dei confini della frazione.